# Отец Паисий (списание)
„Отец Паисий“ е българско обществено-културно и политическо списание от периода 1928 – 1943 г. То е орган на всебългарския съюз „Отец Паисий“.
В него се публикуват статии от българската история, история на славяните и на балканските страни, летописи, етнографски, езикови и художествени материали, вести, рецензии и политически прегледи. Излиза в София през първа и трета седмица всеки месец на 16 страници най-малко. Редактори са му Димитър Мишев, Гаврил Кацаров, Велчо Велчев, Стефан Баламезов. Сред сътрудниците му са Анастас Иширков, митрополит Стефан, А. Волан, Богдан Филов, Стефан Младенов, Васил Пундев, Васил Златарски, Андрей Тошев, И. Тодоров, Борис Йоцов, Н. Дончев, Георги Трайчев, Сребрен Поппетров  и други.